# Charlotte Bonin
Charlotte Bonin (Aosta, 10 de febrero de 1987) es una deportista italiana que compite en triatlón y acuatlón.
Ganó una medalla de bronce en el Campeonato Mundial por Relevos de 2007 y tres medallas en el Campeonato Europeo de Triatlón entre los años 2011 y 2014. Además, obtuvo una medalla de bronce en el Campeonato Mundial de Acuatlón de 2004.

## Palmarés internacional
| Campeonato Mundial por Relevos | Campeonato Mundial por Relevos | Campeonato Mundial por Relevos | Campeonato Mundial por Relevos |
| Año                            | Lugar                          | Medalla                        | Prueba                         |
| ------------------------------ | ------------------------------ | ------------------------------ | ------------------------------ |
| 2007                           | Tiszaújváros (Hungría)         | Medalla de bronce              | Relevos                        |
| Campeonato Europeo             |                                |                                |                                |
| Año                            | Lugar                          | Medalla                        | Prueba                         |
| 2010                           | Athlone (Irlanda)              | Medalla de plata               | Relevo mixto                   |
| 2011                           | Pontevedra (España)            | Medalla de bronce              | Relevo mixto                   |
| 2014                           | Kitzbühel (Austria)            | Medalla de oro                 | Relevo mixto                   |

| Campeonato Mundial | Campeonato Mundial | Campeonato Mundial | Campeonato Mundial |
| Año                | Lugar              | Medalla            | Prueba             |
| ------------------ | ------------------ | ------------------ | ------------------ |
| 2004               | Funchal (Portugal) | Medalla de bronce  | Individual         |